# Matt Bosher
Matt Bosher (* 18. Oktober 1987 in Greenacres, Florida, USA) ist ein ehemaliger US-amerikanischer American-Football-Spieler auf der Position des Punters. Er spielte neun Jahre für die Atlanta Falcons in der National Football League (NFL).

## College
Bosher spielte von 2007 bis 2010 College Football an der University of Miami. Im letzten Jahr erzielte er einen Durchschnitt von 44 Yards pro Punt bei insgesamt 59 Punts. Von 2008 bis 2010 wurde er außerdem noch als Kicker eingesetzt. Hier erzielte er 262 Punkte.

## NFL
Matt Bosher wurde im NFL Draft 2011 von den Atlanta Falcons in der sechsten Runde als 192. Spieler ausgewählt. Am 28. Juli 2011 unterschrieb er seinen Vertrag.
Bereits im ersten Jahr wurde er Stammspieler und am 11. Dezember 2011 wurde er zum Punter of the Day (Punter des Spieltages) in der NFL gekürt. Bosher zog mit den Atlanta Falcons in die Play-offs ein, jedoch scheiterten sie in der Wildcard-Runde gegen die New York Giants mit 2:24. Er erreichte aber nach der Saison 2016 mit den Falcons den Super Bowl LI, welcher mit 28:34 gegen die New England Patriots verloren wurde.
Am 5. Oktober 2019 wurde er auf der Injured Reserve List gesetzt, am 2. Dezember 2019 wurde reaktiviert, jedoch am 7. Dezember 2019 erneut auf die Injured Reserve List gesetzt. Er erhielt keinen neuen Vertrag bei den Falcons.